# 塞尔·乔治
塞尔·乔治（匈牙利語：Széll György，1897年6月7日—1970年7月30日），匈牙利裔美国指挥家，作曲家。他被广泛认为是二十世纪最伟大的指挥家之一。他因在克利夫兰管弦乐团长久且成功的音乐总监任期，以及与克利夫兰管弦乐团和其他乐团录制的古典音乐曲目而至今仍为人所知。

## 生平
1897年塞尔生于布达佩斯，3岁就随父母迁居至维也纳。他的家庭是犹太血统，但后来皈依了天主教。小时候经常被带去弥撒。
他师从理查德·罗伯特开始了其正规音乐训练，罗伯特的另一位学生是鲁道夫·塞尔金，塞尔和塞尔金成为终生的朋友和音乐合作伙伴。在1908年1月30日，11岁的他就作为钢琴家和作曲家在维也纳登台演出，被誉为“新莫扎特”。后来他在维也纳学习作曲。但塞尔很快意识到他无法将钢琴或作曲作为其一生的职业，他更喜欢指挥能达到的艺术控制力。当他在17岁与家人度假时，他意外地进行首次公开指挥，当时维也纳交响乐团要求替代他们手臂受伤的指挥上场。之后塞尔转为了全职指挥。在他之后的生涯中，他仍时不时弹奏钢琴与人合奏。
1915年，年仅18岁的塞尔获得了柏林皇家歌剧院（现为柏林国立歌剧院）的任命。在那里，他结识了剧院的音乐指导理查德·施特劳斯，施特劳斯马上看出了塞尔的才能，并对其指挥的自己的作品印象深刻。塞尔认为施特劳斯对其风格有巨大的影响，1919年塞尔离开歌剧院后他们也一直保持着很好的关系。
塞尔先后任布拉格新德国剧院（1919-1920年）、达姆施塔特歌剧院（1921年）、杜塞尔多夫歌剧院（1922-1924年）、柏林国家歌剧院（1924-1929）、苏格兰爱乐乐团（1937年）的常任指挥，1927年还担任柏林高等音乐学校的教授。
1930年，与圣路易斯交响乐团合作，他首次亮相美国。
1939年，二战爆发时，塞尔正结束澳洲之旅途径美国，他最后与其家人定居纽约。
从1940年到1945年，他在曼哈顿的曼尼斯音乐学院教授作曲、管弦乐和音乐理论；他在曼尼斯的作曲学生包括喬治·羅奇伯格和乌尔苏拉·马姆洛克。
1941年应托斯卡尼尼之邀，与NBC交响乐团合作首次在纽约演出。1942-1946年，他与大都会歌剧院进行了富有成效的合作。
克利夫兰管弦乐团的音乐总监埃里希·莱因斯多夫因应征入伍而暂时离职，:207离职期间，塞尔于1944年11月首次与克利夫兰合作，反响热烈。:214-215尽管莱因斯多夫即将回归，但公众舆论转向了塞尔；经过谈判后，塞尔于1946年成为克利夫兰管弦乐团的音乐总监。:227-228上任后他对乐手们严格要求，专注于提升乐团的水平。:243-244因对乐团的音乐厅塞弗伦斯音乐大厅的音响效果不满意，他还对其进行了声学改造。他在上任后不久便带领乐团在其他城市巡回演出，并赢得赞誉。:263-2641957年及1970年他分别前往欧洲和日本韩国巡演，取得成功。:207直至逝世，塞尔一直是克利夫兰管弦乐团音乐总监。他把该乐团带进了美国五大管弦乐团的行列。
二战后，塞尔还与皇家音乐厅管弦乐团建立了密切的联系，他在那里经常客座指挥并录制了许多唱片。他还经常与伦敦交响乐团、芝加哥交响乐团和维也纳爱乐乐团合作，并在萨尔茨堡音乐节演出。从1942至1955年，他是纽约爱乐乐团的年度客座指挥，并在他生命的最后一年担任该乐团的音乐顾问和高级客座指挥。
塞尔还指挥过许多二十世纪作曲家作品的首演。
1970年塞尔在克利夫兰因骨髓癌去世。1991年他的妻子去世后，他们的尸体一起在桑迪斯普林斯火化后埋葬。

## 作品

### 商業錄音
塞尔的大多数录音都是与克利夫兰管弦乐团合作，由Epic/Columbia Masterworks（现均属于Sony Classical）发行。他还与纽约爱乐乐团、维也纳爱乐乐团和皇家音乐厅管弦乐团合作录制唱片。许多塞尔的现场录音曲目未在录音室录制过。
- 勃拉姆斯：第一钢琴协奏曲，克利福德·柯曾（钢琴），伦敦交响乐团，1962（Decca 466 376-2）
- 马勒：少年魔术号角

## 評價
塞尔的指挥雷厉，线条清晰。有人认为，他的录音是托斯卡尼尼的立体声版本。

## 个人生活
塞尔结过两次婚，第一次是1920年与Olga Band（1898-1984），他们于1926年离婚。第二次是1938年与来自布拉格的海伦妮·舒尔茨·特尔奇（Helene Schultz Teltsch），这次婚姻持续到塞尔去世。
塞尔还是一个美食家和汽车爱好者。他通常拒绝乐团提供的司机的服务，而是自己驾着他的凯迪拉克前往排练，直至去世。